# アクティブ・サイバー・ディフェンス
アクティブ・サイバー・ディフェンス（英: Active Cyber Defense、ACD）または積極的（能動的）サイバー防衛（防御）は、ネットワークセキュリティに関する戦略。

## 概要
サイバー攻撃を受けるのを待つのではなく、攻撃者に対し、サイバー攻撃が効果的ではない上に成功確率が非常に低く、なによりも攻撃者の目的やTTPsが知られてしまうと思わせる積極的かつ能動的な防衛・防御により攻撃者の目的達成を阻止するだけではなく、断念させたりネットワーク上の通信を平時から監視し、サイバー攻撃の兆候を事前に察知した場合は相手システムに侵入して無力化したり、反撃したりするサイバーセキュリティ戦略。
米英などで取り組みが進んでおり、防衛力の抜本的強化に関する政府有識者会議が2022年11月に出した報告書で導入の必要性を訴えた。2022年末にかけて政府が国家安全保障戦略など、安全保障関連の3文書を改定するのを前に、国民民主党が取りまとめた独自の安全保障政策を代表の玉木雄一郎と国民民主党安保調査会のメンバーらが内閣総理大臣の岸田文雄に提言した際にも玉木らが導入の必要性を訴えた。